# Atelognathus ceii
Az Atelognathus ceii a kétéltűek (Amphibia) osztályába, a békák (Anura) rendjébe és a Batrachylidae családjába tartozó faj. Nevét José Miguel Alfredo María Cei olasz-argentin herpetológus tiszteletére kapta.

## Előfordulása
A faj Chile endemikus faja. A fajt egyetlen helyen, Chile Aysén régióában, La Tapera településen figyelték meg, 450 m magasságon.